# مرکز فضایی اوچینورا

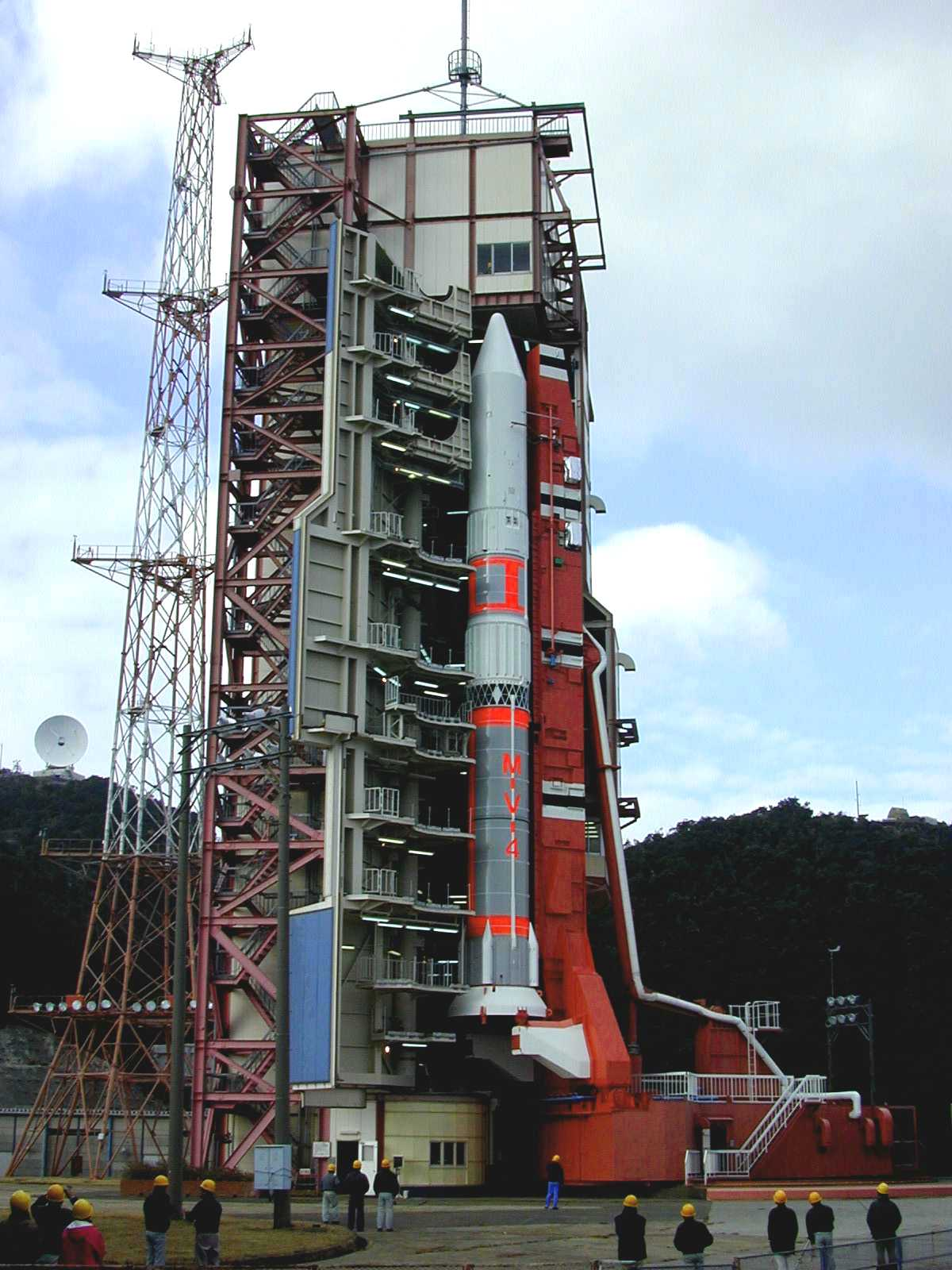
M-V موشک M-V در مرکز فضایی اوچینورا فوریهٔ ۲۰۰۰.

مرکز فضایی اوچینورا (内 之 浦 宇宙空間 観 測 所، Uchinoura Uchū Kūkan Kansokusho) و (انگلیسی: Uchinoura Space Center) یک مرکز پرتاب فضایی در شهر کیموتسوکی ژاپن، استان کاگوشیما است. پیش از تأسیس آژانس فضایی JAXA در سال ۲۰۰۳، به سادگی مرکز فضایی کاگوشیما (SC 児 島 宇宙空間 観 測 所) (KSC) نامیده می‌شد. پیش از سال ۲۰۰۶ که دستگاه‌های پرتاب موشک‌های M-V از رده خارج شدند همهٔ ماهواره‌های علمی ژاپن از اوچینورا پرتاب شده‌اند. این مرکز همچنان برای پرتاب‌های پرواز زیر مداری استفاده می‌شود و همچنین برای وسیله نقلیه پرتاب مداری اپسیلون نیز مورد استفاده قرار گرفته‌است. علاوه بر این، این مرکز دارای آنتن‌هایی برای ارتباط با کاوشگرهای فضایی بین سیاره‌ای است.